# Skórzec (gemeente)
De gemeente Skórzec is een landgemeente in het Poolse woiwodschap Mazovië, in powiat Siedlecki.
De zetel van de gemeente is in Skórzec.
Op 30 juni 2004 telde de gemeente 7114 inwoners.

## Oppervlakte gegevens
In 2002 bedroeg de totale oppervlakte van gemeente Skórzec 118,91 km², waarvan:
- agrarisch gebied: 80%
- bossen: 15%

De gemeente beslaat 7,42% van de totale oppervlakte van de powiat.

## Demografie
Stand op 30 juni 2004:
| Omschrijving                   | Totaal | Totaal | Vrouwen | Vrouwen | Mannen | Mannen |
| ------------------------------ | ------ | ------ | ------- | ------- | ------ | ------ |
| eenheid                        | aantal | %      | aantal  | %       | aantal | %      |
| inwoners                       | 7114   | 100    | 3522    | 49,5    | 3592   | 50,5   |
| bevolkingsdichtheid (inw./km²) | 59,8   | 59,8   | 29,6    | 29,6    | 30,2   | 30,2   |

In 2002 bedroeg het gemiddelde inkomen per inwoner 1150,46 zł.

## Administratieve plaatsen (sołectwo)
Boroszków, Czerniejew, Dąbrówka-Niwka, Dąbrówka-Ług, Dąbrówka-Wyłazy (sołectwa: Dąbrówka-Wyłazy I en Dąbróka-Wyłazy II), Dobrzanów, Drupia, Gołąbek, Grala-Dąbrowizna, Kłódzie, Nowaki, Ozorów, Skarżyn, Skórzec, Stara Dąbrówka, Teodorów, Trzciniec, Wólka Kobyla, Żebrak, Żelków (sołectwa: Żelków I en Żelków II).

## Aangrenzende gemeenten
Domanice, Kotuń, Siedlce, Wiśniew, Wodynie